# Société mathématique irlandaise
La Société mathématique irlandaise (en irlandais : Cumann Matamaitice na hÉireann) ou Irish Mathematical Society (IMS) est la principale organisation professionnelle pour les mathématiciens en Irlande. La société a pour but d'approfondir les mathématiques et la recherche en mathématiques en Irlande. Sa composition est internationale, mais il s'agit essentiellement de mathématiciens dans les Universités et d'autres instituts en Irlande. Elle publie un bulletin, The Bulletin of the Irish Mathematical Society, deux fois par an et organise une conférence annuelle en septembre, consacrée à des sujets de mathématiques, allant de la recherche actuelle à des questions d'éducation.
La Société a été fondée le 14 avril 1976, lors d'une réunion à Trinity College, à Dublin, lorsqu'une constitution rédigée par D McQuillan, John T. Lewis (en) et Trevor West (en) a été acceptée,. L'organisation est membre de la Société mathématique européenne. Le logo a été conçu par le mathématicien irlandais Desmond MacHale.